# Bomis
Bomis Ltd är ett internetmediaföretag baserat i San Diego i Kalifornien.  Företaget grundades 1996 av Jimmy Wales. Den huvudsakliga inkomstkällan är försäljning av reklamplatser på sökportalen samt försäljning av erotiska bilder på Internet. 
Jimmy Wales var tidigare också Bomis verkställande direktör. Bomis startade Nupedia som var tänkt som en Wiki på hög akademisk nivå.  Larry Sanger arbetade på Nupediaprojektet, och startade Wikipedia som ett sidoprojekt. 
Bomis ägde de få delar av Wikipedia som inte är öppen källkod eller öppet innehåll (till exempel domännamnet). De delarna överfördes till stiftelsen Wikimedia 20 juni 2003.
BOMIS är ett akronym för Bitter Old Men In Suits (bittra gamla män i kostym).